# Víktor Rom
Roberto Gabriel Muñoz Méndez, conocido como Viktor Rom (San Cristóbal, 21 de junio de 1980), es un actor pornográfico venezolano.

## Biografía
Roberto Gabriel Muñoz Méndez, conocido como Víktor Rom, proviene de una familia católica conservadora, hijo de Roberto Antonio Muñoz Valencia Médico y de Doris Méndez de Muñoz, licenciada en educación.  
Su niñez estuvo rodeada de estudio, terminó el bachillerato a los 15 años y a los 21 años se graduó de abogado egresado de la Universidad Católica del Táchira. Cuenta con 3 especializaciones.
Hizo su debut en la industria pornográfica a la edad de treinta y tres años, junto a la compañía  Dark Room, en la ciudad de Madrid. Su primer video publicado ha sido un solo con la pluripremiada productora española Fuckermate y ha trabajado con varios otros estudios como Kristen Bjorn, Macho Factory, Lucas Entertainment y Putalocura de la mano del cineasta porno español Torbe.
Ha rodado 400 películas como actor y 10 como director.

## Vida personal
En cuanto a su orientación sexual, Viktor Rom se autodenomina como pansexual.

## Premios y reconocimientos
| Año  | Premio                | Categoría                                     | Resultados |
| ---- | --------------------- | --------------------------------------------- | ---------- |
| 2015 | Premios Ninfa         | Mejor Actor Revelación                        | Ganador    |
| 2016 | Premios Ninfa         | Mejor Actor Porno del Año                     | Ganador    |
| 2016 | Premio Hustlaball     | Best Porn Star                                | Ganador    |
| 2016 | Premio Chacalovers    | Best Porn Star Latino 2016                    | Ganador    |
| 2016 | Premio Chacalovers    | Best Porn Star International 2016             | Ganador    |
| 2016 | Premio Bésame Tonto   | Best Senior                                   | Ganador    |
| 2017 | Premios Ninfa         | Mejor Actor Porno Elegido por el Público 2017 | Ganador    |
| 2018 | Premio Prowler Awards | Best Daddy 2018                               | Ganador    |
| 2018 | Premios Ninfa         | Best Porn Star Internacional 2018             | Ganador    |
| 2018 | Premio Hustlaball     | Best Celebrity of the Year 2018               | Ganador    |
| 2019 | Prowler Award         | Best Porn Actor Fetish                        | Ganador    |
| 2019 | Macho Factory Awards  | Best Actor Verbal                             | Ganador    |
| 2019 | Factory Awards        | Best Actor Activo                             | Ganador    |
| 2019 | Factory Awards        | Mejor Actor Porno Popular                     | Ganador    |
| 2019 | Premio XBIZ           | Best Gay Performance Europeo                  | Ganador    |
| 2019 | Premio Hustlaball     | Best COCK                                     | Ganador    |
| 2020 | Prowler Awards        | Best European Fan Site Performer              | Nominado   |
| 2020 | Prowler Awards        | Best European On-Screen Couple                | Nominado   |
| 2020 | Prowler Awards        | Best European Fetish Performer                | Nominado   |
| 2020 | Prowler Awards        | Best European Daddy                           | Nominado   |
| 2020 | Prowler Awards        | Best European Top                             | Nominado   |
| 2020 | Prowler Awards        | Best International Pornstar                   | Nominado   |